# 松永長頼
松永 長頼/内藤 宗勝（まつなが ながより/ないとう そうしょう）は、戦国時代の武将。三好氏の家臣。丹波国船井郡八木城主。松永久秀の弟。内藤如安の父。

## 生涯

### 三好政権での出世
摂津国東五百住村の土豪とみられる松永氏の生まれで、兄・久秀と同じく三好長慶の家臣となった。
天文18年（1549年）7月、江口の戦いに勝利した三好長慶が細川氏綱を擁して上洛すると、同年9月には長頼は細川氏綱より山城国山科七郷を与えられ、また同年、天龍寺領西岡長井荘の下司職に就任した。
天文19年（1550年）7月、京都を追われた将軍・足利義輝や細川晴元が近江国の六角定頼とともに京都に攻め込んだが、戦線は膠着し、同年11月、長頼が近江国坂本に侵攻して放火、三好方の挟撃を恐れた義輝は中尾城を焼いて堅田に退いた（中尾城の戦い）。
天文20年（1551年）2月、長頼は兄・久秀とともに近江に攻め込んだが敗北した。
同年7月、細川晴元方の三好宗渭・香西元成が3,000の兵で京都に攻め込むと、久秀・長頼兄弟は摂津・河内・大和から40,000の軍勢を集め、相国寺で打ち破った（相国寺の戦い）。

### 丹波侵攻
天文22年（1553年）9月、長頼は久秀とともに丹波国に出陣し、波多野元秀の一族で晴元方に付いた波多野秀親の居城・数掛山城（桑田郡）を包囲する。その際、晴元方の援軍として現れた香西元成・三好宗渭に背後を突かれ、長慶方の丹波守護代・内藤国貞が戦死した。落城の危機に瀕した国貞の居城・八木城（船井郡）には、国貞の娘婿となっていた長頼が急遽入り、守り抜いた。
内藤氏の家督は、長頼の子で国貞の孫にあたる千勝（のちの貞勝）が継ぎ、長頼はその後見人として八木城に在城した。千勝の家督継承に当たっては、天文22年（1553年）11月、丹波守護格の細川氏綱が奉行人の茨木長隆を通じて、国貞と長頼の契約により長頼の子・千勝が内藤氏の家督を継ぐと丹波の国人らに伝えている。
しかし、これでは決着が付かなかったためか、天文23年（1554年）3月、国貞との契約により長頼が家督を継ぐところ、長頼の配慮によりその子の千勝が継ぐと氏綱が説明し、氏綱を支える三好長慶や長頼自身も書状を発給している。長頼はこの直後「松永蓬雲軒宗勝」と名乗っており、出家することで内藤家を乗っ取る意思がないと表明したものとみられる。
弘治2年（1556年）には長頼によって宇治橋が新造されている。
晴元方の波多野氏との戦いを任された宗勝は、永禄2年（1559年）12月までに波多野秀親や波多野次郎を帰順させて、波多野元秀の八上城（多紀郡）を奪っており、八上城には一族の松永孫六が入った。氷上郡黒井城の赤井時家・荻野直正父子も播磨国三木に追ったとみられ、宗勝は丹波のほぼ全域を席巻することとなった。
宗勝は儒学者の清原枝賢と交流があり、その祖父・宣賢が記した『貞永式目抄』を枝賢から与えられている。そこには、永禄2年（1559年）3月付で枝賢が書き加えた奥書があり、「丹州太守蓬雲宗勝」とある。当時、独自の裁定で所領安堵を行うようになり、丹波国内の寺院へ禁制を発給するようになっていた宗勝は、丹波の太守とも称されていた。
永禄3年（1560年）、波多野元秀の与党とみられる丹波牢人が若狭に逃れていたのを、逸見経貴の加勢もあり打ち破った。同年9月には丹後の金剛心院に禁制を出すなどしており、若狭や丹後で軍事行動を繰り返している。また、若狭では武田氏からの自立を目指す逸見氏が武田氏と争っていたが、宗勝は逸見氏に味方した。
永禄4年（1561年）、子の千勝が備前守貞勝と名乗っているのが確認でき、貞勝は永禄3年（1560年）12月までに元服して、名実ともに内藤家当主の地位に就いたと考えられる。しかし、貞勝は何らかの理由で家督から外れ、永禄5年（1562年）には宗勝が備前守を名乗り、内藤家の当主となっていた。こうして内藤氏を継承した宗勝を三好長慶が後見することで、摂津守護代だった長慶は細川氏綱の下で同格だった丹波守護代家・内藤氏を従属させることとなった。
丹波以外でも長慶の下で軍事行動を続け、永禄元年（1558年）5月、義輝・晴元らが近江から上洛を企てると兄と共に将軍山城・如意ヶ嶽で幕府軍と交戦（北白川の戦い）、永禄2年（1559年）と翌3年（1560年）の河内国遠征にも従軍、永禄5年（1562年）の畠山高政との戦い（教興寺の戦い）にも丹波国衆を率いて出陣しており、三好政権下の有力な軍団長であったといえる。

### 最期
永禄4年（1561年）6月、宗勝と逸見氏は若狭高浜の戦いで、武田氏とそれに加勢する越前の朝倉氏に敗れた。そのため、丹波の何鹿郡衆は、再興を目指す赤井氏・荻野氏方になったものとみられる。
永禄5年（1562年）、波多野元秀も多紀郡内の土豪らに諸役免除の文書を発給し始めており、勢いを取り戻していた。
永禄7年（1564年）7月に三好長慶が死去して、養子の義継が三好氏の家督を継ぎ、永禄8年（1565年）5月、軍勢を率いて上洛した義継が将軍・義輝を殺害するという永禄の変が起きた。
同年8月2日、宗勝は荻野直正と戦って敗れ、700の兵（『言継卿記』によると260名）とともに討死した。場所は天田郡・何鹿郡のいずれかとされる。この後、永禄9年（1566年）2月に、松永孫六が波多野元秀により八上城を奪い返されており、三好氏は丹波を失うこととなった。内藤氏の家督は子の貞弘（如安）が継いだ。